# Scottish First Division 1998-1999
La Scottish First Division 1998-1999 è stata la 93ª edizione della seconda serie del campionato di calcio scozzese, la 4ª edizione nel formato corrente di 10 squadre, sotto l'organizzazione della Scottish Football League (SFL). La stagione è iniziata il 4 agosto 1998 e si è conclusa l'8 maggio 1999.

L'Hibernian ha vinto il campionato con 23 punti di vantaggio sulla seconda classificata ed è stato promosso in Scottish Premier League dopo un solo anno di assenza.

L'Hamilton Academical e lo Stranraer sono stati retrocessi in Scottish Second Division.

## Stagione

### Novità
Dalla First Division 1997-1998 è stato promosso in Premier League 1998-1999 il Dundee, primo classificato. Il Partick Thistle e lo Stirling Albion sono stati retrocessi in Second Division 1998-1999.

Dalla Premier League 1997-1998 è stato retrocesso l'Hibernian.
Dalla Second Division 1997-1998 sono stati promossi lo Stranraer, primo classificato e il Clydebank, secondo classificato.

### Formula
Il campionato è composto di 10 squadre che si affrontano in un doppio girone di andata-ritorno per un totale di 36 giornate.

La prima classificata viene promossa direttamente in Scottish Premier League. Le ultime due classificate vengono retrocesse direttamente in Scottish Second Division.

## Squadre partecipanti
| Club                | Città     | Stadio            | Stagione precedente         |
| ------------------- | --------- | ----------------- | --------------------------- |
| Airdrieonians       | Airdrie   | Excelsior Stadium | 4º posto                    |
| Ayr Utd             | Ayr       | Somerset Park     | 7º posto                    |
| Clydebank           | Clydebank | Holm Park         | 2º posto in Second Division |
| Falkirk             | Falkirk   | Falkirk Stadium   | 2º posto                    |
| Hamilton Academical | Hamilton  | INew Douglas Park | 8º posto                    |
| Hibernian           | Edimburgo | Easter Road       | 12º posto in Premier League |
| Morton              | Greenock  | Cappielow Park    | 5º posto                    |
| Raith Rovers        | Kirkcaldy | Stark's Park      | 3º posto                    |
| St. Mirren          | Paisley   | St. Mirren Park   | 6º posto                    |
| Stranraer           | Stranraer | Stair Park        | 1º posto in Second Division |

## Classifica finale
|  | Pos. | Squadra             | Pt | G  | V  | N  | P  | GF | GS | DR  |
|  | ---- | ------------------- | -- | -- | -- | -- | -- | -- | -- | --- |
|  | 1.   | Hibernian           | 89 | 36 | 28 | 5  | 3  | 84 | 33 | +51 |
|  | 2.   | Falkirk             | 66 | 36 | 20 | 6  | 10 | 60 | 38 | +22 |
|  | 3.   | Ayr Utd             | 62 | 36 | 19 | 5  | 12 | 66 | 42 | +24 |
|  | 4.   | Airdrieonians       | 59 | 36 | 18 | 5  | 13 | 42 | 43 | -1  |
|  | 5.   | St. Mirren          | 52 | 36 | 14 | 10 | 12 | 42 | 43 | -1  |
|  | 6.   | Morton              | 49 | 36 | 14 | 7  | 15 | 45 | 41 | +4  |
|  | 7.   | Clydebank           | 46 | 36 | 11 | 13 | 12 | 36 | 38 | -2  |
|  | 8.   | Raith Rovers        | 35 | 36 | 8  | 11 | 17 | 37 | 57 | -20 |
|  | 9.   | Hamilton Academical | 28 | 36 | 6  | 10 | 20 | 30 | 62 | -32 |
|  | 10.  | Stranraer           | 17 | 36 | 5  | 2  | 29 | 29 | 74 | -45 |

Legenda:

      Promossa in Premier League 1999-2000
      Retrocesse in Second Division 1999-2000
Tre punti a vittoria, uno a pareggio, zero a sconfitta.
La classifica viene stilata secondo i seguenti criteri:
- Punti conquistati
- Differenza reti generale
- Reti totali realizzate
- Punti realizzati negli scontri diretti
- Differenza reti negli scontri diretti
- Reti realizzate negli scontri diretti

### Verdetti
- Hibernian vincitore della Scottish First Division e promosso in Scottish Premier League 1999-2000
- Hamilton Academical e Stranraer retrocessi in Scottish Second Division 1999-2000.